# ولیکدنچه
ولیکدنچه (به بلغاری: Velikdenche) یک منطقهٔ مسکونی در بلغارستان است که در شهرستان ژبل واقع شده‌است.